# 汉斯·冯·布利克森-菲内克 (1886年)
汉斯·冯·布利克森-菲内克（瑞典語：Hans von Blixen-Finecke，1886年7月25日—1917年9月26日），瑞典男子马术运动员。他曾代表瑞典参加1912年夏季奥林匹克运动会马术比赛，获得一枚铜牌。

## 家庭
儿子汉斯·冯·布利克森-菲内克。